# Лукин, Евгений Валентинович
Евгений Валентинович Лукин (род. 4 февраля 1956 года, Тёсово-Нетыльский Новгородской области) — русский поэт и прозаик, эссеист, переводчик, журналист. Член Союза писателей России (с 1996 г.), учредитель, издатель и главный редактор литературно-художественного журнала «Северная Аврора» (с 2005 г.).

## Биография и характеристика творчества
Первые литературные опыты (стихи) были опубликованы в журнале «Костер» в 1972 году с подачи Глеба Семенова, в дальнейшем — литературного наставника Евгения Лукина. С 1974 по 1982 год Лукин занимался в литературном объединении «Нарвская застава» под руководством Глеба Семенова.

В 1977 окончил исторический факультет Ленинградского педагогического института имени А. И. Герцена. После окончания института проходил военную службу, работал учителем и журналистом. Активно печатать свои художественные произведения начал после 1991.

 В 1994 опубликовал перевод «Слова о полку Игореве», «Слова о погибели Русской земли» и «Задонщина», над которым работал более 15 лет. Академик Дмитрий Лихачёв в предисловии к изданию приветствовал новый перевод: «Порадуемся же ещё одному переложению на язык современной поэзии — поэзии древнерусской». Член-корреспондент Академии наук Л. А. Дмитриев оценил перевод Лукина как «лучший из всех имеющихся на сегодняшний день поэтических переложений».

Помимо древнерусских произведений, Лукиным переведены и опубликованы: поэма древнегреческого поэта Тимофея Милетского «Персы», IV эклога древнеримского поэта Вергилия, «Висы радости» скальда Харальда Сурового, а также стихи современных американских, английских, болгарских, канадских, немецких, норвежских, польских, сербских, французских и других поэтов.

В 2014 году Евгений Лукин издал уникальную антологию «Книга павших», где опубликовал переводы стихотворений тридцати поэтов (из двенадцати стран мира), павших на полях сражений первой мировой войны. Рецензируя антологию, кандидат философских наук И. Горина отметила:

 «Надо отдать должное мастерскому переводу Евгения Лукина, который сумел передать самый главный нерв войны, а именно: состояние души каждого воина-поэта. Оказывается, в бесчеловечное время войны человека с человеком, поэты сражались за человека в самом себе».— Горина И. Перед огненной бездной. Журнал «Невский альманах», № 4, 2015. С. 70–72.

Известный литературовед Вадим Кожинов, рецензируя первый стихотворный сборник «Пиры» Лукина (1995), отмечал:

 «Отрадно видеть в поэзии Евгения Лукина стремление преодолеть имеющий место раскол Петербурга и „глубинной“ Руси», в своих произведениях автор «опирается не только на традицию Клюева, но и на воплощение христианской темы в поэзии одного из клюевских учителей — Михаила Кузмина».— Кожинов В. Несколько слов о «петербургской» поэзии. Журнал «Наш современник», № 12, 1996, с. 157–158.

 По мнению критиков, творчеству Лукина свойственен принцип «мифологического реализма». По словам литературоведа А. Е. Беззубцева-Кондакова, в романе «По небу полуночи ангел летел» (2005) автор

«мифологически переосмысливает события, которые порой у всех на виду, но воспринимаются как нечто обыденное…. роман имеет богатый культурно-эстетический контекст, изысканную интеллектуальность, акварельные поэтические реминисценции, языковую игру, забавные ассоциации и держит высокий порог духовности». — Беззубцев-Кондаков А. Прогулка по кунсткамере грез. Журнал «Северная Аврора», № 5, 2006, с. 214–215.

Евгений Лукин создал ряд поэтико-философских текстов, представленных в книге стихотворений в прозе «Sol oriens» (2003). По мнению доктора философских наук А. Л. Казина, в них явственно присутствует Логос:

«Общим — нужным не только автору, но и всему миру — делом его произведение и его опыт становятся тогда, когда, по выражению Павла Флоренского, в трещинах человеческого рассудка начинает просвечивать лазурь Вечности… художественно-философская практика автора есть не что иное, как момент выражения, вдохновенной интерпретации Абсолюта».— Казин А. Свет с Востока. Журнал «Всероссийский собор», № 4, 2003, с. 335–336.

Вдохновенная интерпретация Абсолюта наблюдается и в большом эпическом произведении Евгения Лукина — стихотворном либретто «Радонежская оратория» (2013), которое было положено на музыку композитором Владиславой Малаховской. Мировая премьера оратории, приуроченная к празднованию 700-летия со дня рождения преподобного Сергия Радонежского, состоялась 19 октября 2014 года в Большом зале Санкт-Петербургской филармонии имени Д. Д. Шостаковича. В рецензии на премьеру музыкальный критик В. Ефимовская отмечала:

«Стилистика поэтического произведения Евгения Лукина, в допустимой мере перекликающегося с первоосновой жития святого Сергия Радонежского, все-таки современна. Диссонансная ритмичность поэтических лейтмотивов, востребованная для создания разновеликих образов героев поэмы, метафоричность языка, стилистические находки, акцентирование важных для нынешней России нравственных смыслов, православная символика, идейная целостность — все это свидетельствует о появлении нового национального духовно-поэтического произведения, которое имеет самостоятельное звучание».— Ефимовская В. Затрепетать от Божьего дыхания. Журнал «Невский альманах», № 6, 2014. С. 83–84.

В целом, по оценке доктора искусствоведения Л. М. Мосоловой, творчество Лукина вобрало в себя

 «многие феномены искусства — поэтико-эпические традиции средневековой Руси, художественный опыт Пушкина и Гоголя, нравственные уроки Достоевского, светлый строй мышления русской религиозной философии, языково-семантические эксперименты отечественного литературного авангарда, особенности „мифологического реализма“ последнего века, художественные поиски постмодернистской словесности». — Мосолова Л. Альфа и омега Евгения Лукина. Газета «Литературный Петербург», № 74, 2008, с. 6.

Помимо творческой, Евгений Лукин активно занимается организаторской и издательской деятельностью. В 1997 совместно с поэтом Алексеем Ахматовым создал литературное общество «Молодой Петербург» и выпустил альманах «Молодой Петербург» (1998). В 2000—2001 издавал журнал «Культура Петербурга». С 2005 — учредитель, главный редактор и издатель литературно-художественного журнала «Северная Аврора».

В 1993 по приглашению Д. С. Лихачёва принял участие в создании документального фильма «Академик Д. С. Лихачев. Дело № 195». Тогда же Лукин издал уникальный дневник жителя блокадного Ленинграда (Н. П. Горшков. Силою света в полсвечи. СПб, 1993). Кроме того, Евгений Лукин вместе с академиком Ж. И. Алферовым и директором Библиотеки Академии наук В. П. Леоновым выступил инициатором издания «Академического дела» (1993), содержащего следственные материалы 1929—1931 гг. на академиков С. Ф. Платонов, Е. В. Тарле и многих других. Позднее, в 1995 году Лукин совместно с библиографом Российской национальной библиотеки А. Я. Разумовым выступил инициатором издания «Ленинградского мартиролога», к первому тому которого написал вступительную статью («Ленинградский мартиролог», т. 1, СПб, 1995, с. 5-56).

Среди занимаемых должностей Евгения Лукина: заместитель генерального директора по телевещанию ТРК «Петербург», генеральный директор Фонда содействия подготовке к 300-летнему юбилею Санкт-Петербурга, заместитель председателя Комитета по подготовке и празднованию 300-летия Санкт-Петербурга. В настоящее время является заместителем руководителя пресс-службы губернатора Санкт-Петербурга, заместитель руководителя пресс-службы губернатора Санкт-Петербурга. В настоящее время является директором "Дома писателей" в Санкт-Петербурге.
24 апреля 2021 г. на отчетно-перевыборном собрании Евгений Лукин большинством голосов делегатов избран новым председателем Союза писателей Санкт-Петербурга.

## Рецензии на творчество
- Любовь МОСОЛОВА. Альфа и омега Евгения Лукина.
- Александр БЕЗЗУБЦЕВ-КОНДАКОВ. Прогулки по кунсткамере грез.
- Вячеслав ОВСЯННИКОВ. Евгений Лукин, «Времени холст».
- Николай ГОЛЬ. Третье рождение Уилфреда Оуэна.
- Виктор ПРАВДЮК. О переводах Евгения Лукина.
- Галина АРТЕМЕНКО. Поэзия красных маков.
- Валентина ЕФИМОВСКАЯ. Ангел хранитель России.
- Валентина ЕФИМОВСКАЯ. Затрепетать от Божьего дыхания.
- Вячеслав КОЧНОВ. Евгений Лукин: чем ближе к Богу, тем торжественнее песнь.
- Елена ЗИНОВЬЕВА. Евгений Лукин. Книга павших.

## Награды и премии
- Лауреат литературной премии имени Н. В. Гоголя за роман «По небу полуночи ангел летел» (2006).
- Лауреат премии журнала «Нева» за повесть «Танки на Москву» (2010)
- Лауреат премии журнала «Зинзивер» за сборник стихотворений в прозе «Lustgarten, сиречь вертоград царский» (2011).
- Награждён медалью ордена с мечами «За заслуги перед Отечеством» II степени как участник боевых действий на Кавказе в 1996 году.

### Художественные произведения
- Слово о полку Игореве. Слово о погибели Русской земли. Задонщина. Переложения Евгения Лукина. Предисловие Д. С. Лихачева. СПб, 1994. Переиздания: СПб, 2006; М, 2012.
- Глухарь. Роман. (В соавторстве с А. Афанасьевым и В. Сарухановым). СПб, 1994.
- Пиры. Стихи и поэмы. СПб, 1995.
- На палачах крови нет. Типы и нравы Ленинградского НКВД. СПб, 1996.
- Крижанич. Поэма. СПб, 1998.
- Sol Oriens. Стихотворения в прозе. СПб, 2003.
- Lustgarten, сиречь вертоград царский. Стихотворения в прозе. СПб, 2005.
- По небу полуночи ангел летел. Роман. СПб, 2006. Переиздание: СПб, 2015.
- Памятник. Поэма в прозе и бронзе. СПб, 2007.
- Пространство русского духа. Эссе, статьи, переводы. СПб, 2007.
- Времени холст. Избранное. СПб, 2010.
- Сказки и легенды народов России. М, 2013.
- Святой Сергий Радонежский. 700 лет. М, 2013.
- Легенды и сказания о любви. М, 2014.
- Танки на Москву. СПб, 2015.
- Легенды и мифы великих городов мира. М, 2015.

### Переводы
- Златокифарный ворожей. Статья и перевод поэмы Тимофея Милетского. СПб, 1994.
- Улаф Булль, Эмиль Бойсон, Арнульф Эверланн, Арне Русте. Стихи. Перевод Е. В. Лукина. Антология современной норвежской поэзии «По ту сторону фьорда», СПб, 2005.
- Уилфред Оуэн. Поэмы. Сборник стихотворений. Предисловие, перевод, примечания Е. В. Лукина. СПб, 2012.
- Исаак Розенберг. Рассвет в окопах. Сборник стихотворений. Предисловие, перевод, примечания Е. В. Лукина. СПб, 2013.
- Книга павших. Поэты первой мировой войны. Антология мировой поэзии. Предисловие, перевод, примечания Е. В. Лукина. СПб, 2014.
- Беррис фон Мюнхгаузен. Я последний в роду и последний в стране. Стихи. Предисловие и перевод Е. В. Лукина. Журнал «Неман», № 4, 2015. С. 135—146.

### Сборники
- Первая мировая война в произведениях российских соотечественников. Сборник. Редактор-составитель Е. В. Лукин. СПб, 2014.
- Тысяча лет от Владимира Святого в судьбах России, Украины, Белоруссии. Сборник. Редактор-составитель Е. В. Лукин. СПб, 2015.
- Афонская свеча. К 1000-летию русского присутствия на Святой горе Афон. Сборник. Составитель Е. В. Лукин. СПб, 2016.